# 鉄拳4
『鉄拳4』（Tekken 4）はナムコ（後のバンダイナムコエンターテインメント）より2001年に稼働開始した対戦格闘ゲームである。鉄拳シリーズの第5作目。

## 製品
- アーケード版：2001年8月稼働開始（SYSTEM246）
- PlayStation 2版：2002年3月28日発売

## 特徴
前作までは技のかけ声程度しか喋らなかったキャラクターが登場シーンや勝利ポーズ中に台詞を喋るようになり、大型キャラクターの概念の廃止（クマの当たり判定を小さくするなど）、「壁」および「壁コンボ」の導入、「ポジションチェンジ」の導入、「アンジュレーション（地形の高低差）」の導入など、大幅なシステムの変更が為され、今作で鉄拳シリーズの基礎がほぼ完成した。さらに、横移動の強化、通常の空中コンボの弱化、バックステップ距離の短縮、垂直・後方ジャンプの廃止、「壁」の導入による無限フィールドの撤廃などの導入により、一部で問題になりつつあったバックステップ主体の対戦スタイル対策などが念入りに行われている。
PlayStation 2版で追加されたエンディングムービーは、これまでの「ある意味ネタ的なもの」から「シリアス路線」になっている。

## ストーリー
前大会より2年。闘神の捕獲に失敗した平八は、残された血痕などを基に新たな生命体を作る研究を行っていた。その結果、闘神の遺伝子を生命体に組み込むためにはデビル化の因子が必要と判るが、自身にはその因子がなく、因子を持つ孫の仁は行方不明のままだった。
そんな中、平八は不思議な写真を入手する。その写真は20年前に撮影されたもので、全身に火傷を負い、背中に翼のようなものが生えた男の遺体が写っていた。その遺体が自らが20年前に葬った息子一八のものと確信した平八は、その遺体の行方を捜す。そして、遺伝子学分野で躍進を続けている新興企業“G社”に行き当たった。
G社はその遺体を使って、新たな生命体を作る研究を行っていた。研究に使った遺体、そのデータの場所を突き止めた平八は鉄拳衆を送り込む。ヘリでその模様をみていた平八は成功を確信する。が、先陣を切った鉄拳衆が何者かに吹き飛ばされる。それをモニターで見ていた平八は驚く。なんと鉄拳衆を倒したのは、死んだはずの一八だったのだ。彼はG社の研究施設で蘇生し、自らの肉体を研究素材として提供し、デビルの謎を解こうとしていた。またもや平八に邪魔をされた一八は怒りに震える。鉄拳衆を全滅させ、「貴様からは全てを取り戻すっ!!!」と平八に向け宣戦布告をしたのち、一八は姿を消す。「死に損ないめ…」そうつぶやく平八。そして、「The king of iron fist tournament 4」の開催が世界中に告知される。自分をおびき寄せるための平八の罠だと知りながらも、一八は大会に参加するのであった。

## 登場人物
| デフォルトキャラクター - 三島一八（みしま かずや） - スティーブ・フォックス - クレイグ・マードック - クリスティ・モンテイロ - 凌曉雨（リン・シャオユウ） - 花郎（ファラン） - ポール・フェニックス - キング - 吉光（よしみつ） - マーシャル・ロウ 最終ボスキャラクター - 三島平八（みしま へいはち） | タイムリリースキャラクター - 風間仁（かざま じん） - ヴァイオレット / 李超狼（リー・チャオラン） - ニーナ・ウィリアムズ - 雷武龍（レイ・ウーロン） - ジュリア・チャン - ブライアン・フューリー - クマ／パンダ - コンボット PS2版追加キャラクター - 平野美晴（ひらの みはる、シャオユウと同性能） - エディ・ゴルド（クリスティと同性能） |